# Casino Berguedà
El Casino Berguedà és un edifici de Berga inclòs a l'Inventari del Patrimoni Arquitectònic de Catalunya.

## Descripció
És en una cantonada d'un carrer en desnivell que inclou una sala de cinema en una ala, i una sala de cafè i un restaurant a l'altra. La façana té un sòcol de pedres de tipus maçoneria i la part superior, arrebossada amb alguns motius decoratius a les zones altes i els ampits de les obertures amb rajola, alguns elements amb maó. La coberta és de teula àrab. Està estructurada en una sola planta i l'element més característic és potser la forma de les obertures, falsos arcs apuntats fets per aproximació de filades.

## Història
És una obra de l'any 1913 en el qual hi varen participar diferents arquitectes. El primer projecte fou del mestre d'obres Francesc Joan Canal (1902) remodelat després per l'arquitecte Roc Cot i Cot i acabat definitivament per l'arquitecte Ignasi M. Colomer el 1913. L'edifici fou reformat el 1940 i definitivament el 1955 en adaptar-lo a cinema; d'aquests reformes són l'actual escalinata, l'entrada d'accés que funciona com a sala d'exposicions i les remodelacions de la sala que anul·laren els balcons i la decoració interior.